# Porachunki (serial telewizyjny)
Porachunki (ang. Underbelly, 2008) – australijski serial sensacyjny nadawany przez stację Nine Network od 13 lutego do 7 maja 2008 roku. W Polsce jest nadawany od 1 września 2010 roku na kanale Tele 5.

## Fabuła
Melbourne. Przez ponad dekadę przestępcze środowisko w mieście było zdominowane przez ekipę Carltona. Zmienia się to wraz z pojawieniem się na rynku przynoszącej ogromne zyski amfetaminy. Głównymi producentami i dostawcami używki są Tony Mokbel (Robert Mammone) i Carl Williams (Gyton Grantley). Szybko dorabiają się fortuny i chcą przejąć władzę w półświatku. Wkrótce rozpoczyna się wojna gangów. Członkowie specjalnej policyjnej komórki napotykają poważne trudności z rozwiązaniem sprawy. Nikt ze środowiska nie wykazuje bowiem chęci współpracy z funkcjonariuszami.

## Obsada
- Robert Mammone jako Tony Mokbel
- Gyton Grantley jako Carl Williams
- Daniel Amalm jako Dino Dibra
- Vince Colosimo jako Alphonse Gangitano
- Les Hill jako Jason Moran
- Lliam Amor jako Greg Workman
- Nathaniel Dean jako Sidney Martin
- George Kapiniaris jako Lawyer (George Defteros)
- Frankie J. Holden jako Garry Butterworth
- Neil Melville jako Todd McDonald
- Jake Ryan jako Ray Blissett, pseudonim „The Blizzard"
- Martin Sacks jako Mario Condello
- Caroline Gillmer jako Judy Moran
- Marcus Graham jako Lewis Caine
- Don Hany jako Nik „The Russian” Radev
- Ryan Johnson jako Rocco Arico
- Robert Rabiah jako Paul „PK” Kallipolitis
- Gerard Kennedy jako Graham „Munster” Kinniburgh
- Callan Mulvey jako Mark Moran
- Damian Walshe-Howling jako Andrew „Benji” Veniamin
- Simon Westaway jako Mick Gatto
- Kevin Harrington jako Lewis Moran
- Madeleine West jako Danielle McGuire
- Lauren Clair jako Tracey Seymour
- Alex Dimitriades jako pan T
- Ian Bliss jako pan L
- Dan Wyllie jako „Mad” Richard Mladenich
- Brett Swain jako Tibor Cassadae
- Jane Harber jako Susie Money